# Province de Ségovie
Pour les articles homonymes, voir Segovia (homonymie).
La province de Ségovie (en espagnol : Provincia de Segovia) est une des neuf provinces de la communauté autonome de Castille-et-León, dans le centre de l'Espagne. Sa capitale est la ville de Ségovie, classée patrimoine de l'humanité.

## Géographie

### Situation
La province se trouve dans le centre de l'Espagne et couvre 6 920,65 km2. Elle est bordée au nord par les provinces de Valladolid et de Burgos, au nord-est par la province de Soria, au sud-est par la province de Guadalajara et la communauté de Madrid, et au sud-ouest par la province d'Ávila.

### Relief
Le relief de la province est marqué au sud par les sommets du Système central qui traverse la province, avec les sommets de Ayllón, Somosierra et Guadarrama. La chaîne montagneuse est une zone principalement forestière. Des zones de plaines (la Meseta) parcourent le reste de la province, ces zones étant tournées vers l'agriculture.

### Climat
Le climat de la province est méditerranéo-continental, avec des hivers prolongés, secs et froids, et des étés courts mais très chauds. 

## Population
La province comptait 154 184 habitants en 2016.
Ses principaux centres urbains sont Ségovie, Cuéllar, San Ildefonso, El Espinar, Sepúlveda et Ayllón.

## Subdivisions

### Comarques
La province de Ségovie est subdivisée de manière non officielle en 10 comarques historiques, qui portent la dénomination de Comunidades de Villa y Tierra, plus la Comunidad de Ciudad y Tierra de Segovia.

### Communes
La province de Ségovie compte 209 communes (municipios en espagnol).

## Économie
Cette province compte d’importantes ressources culturelles, fruit d’un passé très riche (de nombreuses traces romaines sont notamment visibles comme l'aqueduc de Ségovie). Il s’agit d’une province peu peuplée, de basse densité démographique, dont l’économie repose sur les secteurs tertiaire et primaire (industrie de transformation porcine).
Ses communications sont en constante amélioration, notamment grâce à la ligne de train à grande vitesse reliant Madrid à Valladolid.
L’élevage porcin représente une par importante de l’économie. Avec un cheptel d’1,32 million de têtes, la province compte 8,5 porcs par habitant.